# Ski-Orientierungslauf-Weltcup 1991
Der Ski-Orientierungslauf-Weltcup 1991 war die zweite Auflage der internationalen Wettkampfserie im Ski-Orientierungslauf. Er wurde zwischen dem 27. Januar und dem 3. März 1991 in fünf Ländern mit insgesamt sechs Wettkämpfen ausgetragen. Die Schwedin Arja Hannus trug den Gesamtsieg bei den Damen davon, bei den Herren der Finne Anssi Juutilainen.

## Austragungsorte
| Runde | Wettkampf | Datum       | Austragungsort | Wettbewerb    | Bemerkung |
| ----- | --------- | ----------- | -------------- | ------------- | --------- |
| 1     | 1         | 27. Januar  | Les Verrières  | Kurze Distanz |           |
| 1     | 2         | 29. Januar  | Les Fourgs     | Lange Distanz |           |
| 1     | 3         | 3. Februar  | Fleimstal      | Kurze Distanz |           |
| 2     | 4         | 21. Februar | Vang           | Lange Distanz |           |
| 3     | 5         | 2. März     | Lappeenranta   | Lange Distanz |           |
| 3     | 6         | 3. März     | Imatra         | Kurze Distanz |           |

## Gesamtwertung

### Einzel
| Herren | Herren | Herren            | Herren |
| Platz  | Land   | Athlet            | Punkte |
| ------ | ------ | ----------------- | ------ |
| 1      | FIN    | Anssi Juutilainen | 160    |
| 2      | SWE    | Bo Engdahl        | 154    |
| 3      | NOR    | Vidar Benjaminsen | 144    |
| 4      | ITA    | Nicolò Corradini  | 138    |
| 5      | FIN    | Vesa Mäkipää      | 132    |
| 6      | NOR    | Harald Svergja    | 127    |
| 7      | SWE    | Claes Berglund    | 124    |
| 8      | URS    | Iwan Kusmin       | 116    |
| 9      | FIN    | Stefan Borgman    | 113    |
| 10     | NOR    | Kjetil Ulven      | 105    |

| Damen | Damen | Damen                  | Damen  |
| Platz | Land  | Athletin               | Punkte |
| ----- | ----- | ---------------------- | ------ |
| 1     | SWE   | Arja Hannus            | 157    |
| 2     | SWE   | Annika Zell            | 150    |
| 3     | FIN   | Virpi Juutilainen      | 143    |
| 4     | FIN   | Riitta Karjalainen     | 139    |
| 5     | SWE   | Ann-Charlotte Carlsson | 127    |
| 6     | BUL   | Pepa Miluschewa        | 125    |
| 7     | FIN   | Arja Nuolioja          | 123    |
| 8     | SWE   | Maria Bergfält         | 120    |
| 9     | NOR   | Kristine Tollefsen     | 115    |
| 10    | URS   | Swetlana Rachimowa     | 109    |